# Jade Cargo International
Jade Cargo International fue una aerolínea de carga con base en Shenzhen, Guangdong, China. Efectuaba vuelos de carga a Asia, Sudamérica, África, Europa. Su base de operaciones principal era el Aeropuerto Internacional de Shenzhen Bao'an.

## Historia
Jade Cargo International fue fundada en octubre de 2004 y es copropiedad de Shenzhen Airlines, que posee un 51% de las acciones, Lufthansa Cargo con el 25% y DEG – Deutsche Investitions- und Entwicklungsgesellschaft mbH, una filial del banco alemán KfW – con el 24%. Comenzó a operar en marzo de 2005 con vuelos por el continente asiático. Es la primera aerolínea de carga en China con propietarios extranjeros y tiene 350 empleados (a marzo de 2009). Para diciembre de 2011 esta aerolínea cesó operaciones.

## Destinos
Jade Cargo servía las siguientes ciudades en abril de 2009, no incluye los destinos operados por Lufthansa Cargo:
África
- Lagos (Aeropuerto Internacional Murtala Muhammed)

Asia
Este
- Chengdu (Aeropuerto Internacional de Chengdu Shuangliu)
- Seúl (Aeropuerto Internacional de Incheon)
- Shanghái (Aeropuerto Internacional de Shanghái Pudong)
- Shenzhen (Aeropuerto Internacional de Shenzhen Bao'an) Base de operaciones
- Tianjin (Aeropuerto Internacional de Tianjin Binhai)

Sur
- Chennai (Aeropuerto Internacional de Chennai)

Suroeste
- Sharjah (Aeropuerto Internacional de Sharjah)

Europa
- Ámsterdam (Aeropuerto de Ámsterdam Schiphol)
- Barcelona (Aeropuerto de Barcelona)
- Brescia (Aeropuerto de Brescia)
- Fráncfort del Meno (Aeropuerto Internacional de Fráncfort del Meno)

## Flota
La flota de Jade Cargo International incluía las siguientes aeronaves (a 1 de diciembre de 2010):
| Avión             | Número | Pedidos | Opciones | Motor       | Notas |
| ----------------- | ------ | ------- | -------- | ----------- | ----- |
| Boeing 747-400ERF | 6      | 0       | 0        | GE CF6-80C2 |       |